# Wikstroemia longipaniculata
Wikstroemia longipaniculata är en tibastväxtart som beskrevs av S.C. Huang. Wikstroemia longipaniculata ingår i släktet Wikstroemia och familjen tibastväxter. Inga underarter finns listade i Catalogue of Life.